# Lars-Åke Larsson
Torsten Lars-Åke Larsson, född 9 augusti 1955 i Öckerö församling i Göteborgs och Bohus län, är en svensk kristen sångare och låtskrivare. Bland Larssons mer kända låtar märks Visa om frid.
Lars-Åke Larsson turnerade under en rad år tillsammans med Roland Stahre. Duon gav ut skivorna Andrum (1989), Vågspel (1992), Till dig (1995) och Du (2018). De medverkade också i programserien Minns du sången som SVT sände åren kring millennieskiftet.

## Diskografi i urval
- 1989 – Andrum / Lars-Åke Larsson & Roland Stahre [4]
- 1992 – Vågspel / Larsson & Stahre [5]
- 1995 – Till dig / Lars-Åke Larsson & Roland Stahre [6]